# タスマニア物語
『タスマニア物語』（タスマニアものがたり）は、1990年公開の日本映画。配給収入は25.2億円（1990年邦画配収2位）。

## あらすじ
小学6年生の主人公・石沢正一は春休みに、離婚した父親・栄二が住むオーストラリアを訪れる。しかし父は夢を求めて一流会社を退職し、タスマニア州に移って絶滅したとされる幻の生き物タスマニアタイガーを探していた。正一はシドニーで知り合った家出少年の都築実とタスマニアに行くことになる。

## キャスト
- 田中邦衛 （川野栄二）
- 薬師丸ひろ子 （平島直子）
- 多賀基史 （石沢正一）
- 根津甚八 （都築晴夫）
- 宮崎美子 （都築京子）
- 横尾健太郎 （都築実）
- かとうかずこ （小夜トンプソン）
- 小島聖 （まり子トンプソン）
- 緒形直人 （中山博）
- 小林桂樹 （石沢嘉市）
- 加藤治子 （石沢菊）
- 富司純子 （石沢安江）

## スタッフ
- 監督：降旗康男
- 脚本：金子成人
- 音楽：久石譲
- 主題歌：伊豆田洋之「IN YOUR EYES」
- 製作総指揮：鹿内宏明
- 製作者：日枝久
- 企画：三ツ井康
- エクゼクティブプロデューサー：村上光一、堀口壽一
- プロデューサー：河井真也、市古聖智
- 企画プロデューサー：宮島秀司
- 製作協力：フィルムフェイス
- 製作：フジテレビジョン
- 配給：東宝

## 製作の背景
この映画は特殊な事情で製作・上映された。角川映画『天と地と』が東宝配給で上映されることになっていたが、配給歩率を巡るトラブルにより、配給が東映に変更された。これにより東宝の1990年夏の映画ラインナップに穴が空くこととなり、東宝がフジテレビに話を持ちかけて映画の企画がスタートした。問題が発生したのが1989年の冬の時期だったことから、晴れ間を撮れる南半球を舞台にすることとなった。
そして、急ごしらえの企画の映画を成功させるべく、フジテレビの総力を挙げての怒涛の宣伝活動が行われた。タスマニアの美しい自然、動物の可愛さ、ダジャレなど、考えられる限りの演出を駆使したCMやテレビ番組が大量に放映され、良好な興行成績を残した。
『天と地と』と同様に本作でも前売り券が大量に売られ、その総数は200万枚に達した。観客動員数は350万人で、フジテレビによると内訳は80%がファミリー、残りはOL層だった。

## 映像ソフト・関連商品
DVD　
2001年11月21日発売、ポニーキャニオン。ASIN: B00005QYII
サウンドトラック　
- 『タスマニア物語・サウンドトラック』 久石譲 （NECアベニュー 1990年7月21日発売）
- 久石のアルバム『I am』にもこの映画のメイン・テーマ「Tasmanian Story」が収録されている。

楽譜　
- 久石譲：『サウンドトラックベストコレクション』 ドレミ楽譜出版社 （2003年4月18日初版）

メイン・テーマ「Tasmanian Story」のピアノ・アレンジ譜を収録。（「仔鹿物語」などと併録）
漫画
- まんが版 『タスマニア物語』 河合一慶 (小学館メディアライフ・シリーズ ISBN 9784091044167)

学年誌別冊付録として発表されたコミカライズ作の単行本。
ゲーム　
本作のタイアップ作品として、1990年7月27日にポニーキャニオンからゲームボーイ向けに同名のアクションゲームが発売された。『マッピー』に似たゲームであり、植物を集めてクリアとなる内容。しかし、内容は原作と関係がない(元々は8ビットパソコン用ゲーム「フルーツパニック」の移植)、音楽はわずか1種類、キャラクターのデザインはやたらと真っ黒、単調な内容に反してファミコン初期のゲームを彷彿とさせる過剰に高い難易度などから、ゲームとしての完成度は低く、当時のプレーヤーには不評であった。BGMも「短い不協和音」「陰鬱」などと後ろ向きな評価を受けている。

## 受賞歴
- 第8回ゴールデングロス賞優秀銀賞[7]